# Mimetus lingbaoshanensis
Espèce
Mimetus lingbaoshanensis est une espèce d'araignées aranéomorphes de la famille des Mimetidae.

## Distribution
Cette espèce est endémique du Yunnan en Chine,. Elle se rencontre dans le xian de Nanjian vers 2 285 m d'altitude.

## Description
Le mâle holotype mesure 4,27 mm et la femelle paratype 4,59 mm.

## Étymologie
Son nom d'espèce, composé de lingbaoshan et du suffixe latin -ensis, « qui vit dans, qui habite », lui a été donné en référence au lieu de sa découverte, le Lingbaoshan.

## Publication originale
- Gan, Mi, Irfan, Peng, Ran & Zhan, 2019 : Three new species of the genus Mimetus Hentz, 1832 (Araneae: Mimetidae) from Yunnan-Guizhou Plateau of China. European Journal of Taxonomy, no 525, p. 1-13 (texte intégral).